# Kamiita
Kamiita (jap. 上板町 Kamiita-chō) – miasto w Japonii, na wyspie Sikoku, w prefekturze Tokushima. Według danych na rok 2020 miejscowość zamieszkiwało 11 384 mieszkańców , a gęstość zaludnienia wyniosła 329,2 os./km².